# Pycnophyes zelinkaei
Pycnophyes zelinkaei är en djurart som tillhör fylumet pansarmaskar, och som beskrevs av Rowland Southern 1914. Pycnophyes zelinkaei ingår i släktet Pycnophyes och familjen Pycnophyidae. Arten är reproducerande i Sverige. Inga underarter finns listade i Catalogue of Life.